# Musée de la biologie
Le Musée de la biologie  (finnois : Biologinen museo) est un musée situé dans le parc Samppalinnanpuisto à Turku en Finlande.

## Description
Le musée est installé dans une villa de style Art nouveau conçu par Alexander Nyström.
La collection permanente du musée est composée de treize dioramas animaliers. Les paysages représentent une trentaine de mammifères et 136 espèces d'oiseaux.